# نحاس-بيريليوم

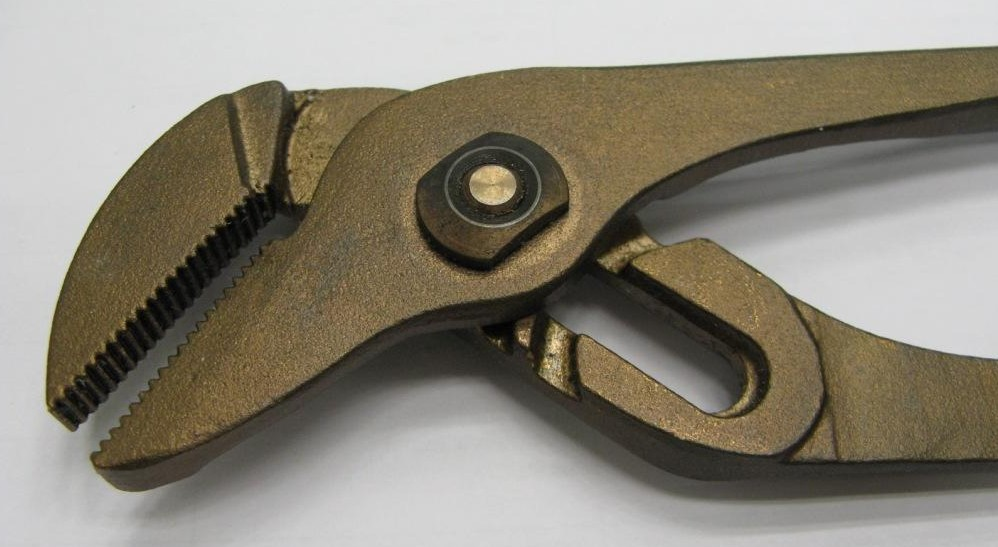
أداة مصنوعة من سبيكة نحاس-بيريليوم.

سبيكة نحاس-بيريليوم (BeCu) والتي تعرف أيضاً باسم برونز البيريليوم، عبارة عن سبيكة مؤلفة من النحاس مضافاً إليه ما نسبته بين 0.5—3% من البيريليوم، وأحياناً يضاف إليها عناصر أخرى. تتميز سبيكة نحاس-بيريليوم بأنها متينة وغير قابلة للمغنطة، كما أنها لا تسبب حدوث شرارات، لذا تستخدم في صنع الأدوات المعدنية.
لهذه السبيكة العديد من التطبيقات، وذلك في صنع المعدات المستخدمة في مجال البيئة، وفي صنع الأدوات الموسيقية، وفي صنع أجهزة القياس، وفي تركيب أجهزة المركبات الفضائية.

## الخصائص
إن سبيكة نحاس-بيرليوم لها خصائص مطيلية، كما أنها قابلة للحام وللخضوع إلى عمليات ميكانيكية. كما أنها مقاومة للأحماض غير المؤكسدة وكذلك للاهتراء الساحج وللتخشن Galling.
بالإضافة إلى ذلك، فإن المعالجة الحرارية لهذه السبيكة يحسّن من متانتها ومن مدى تحملها ومن موصليتها الكهربائية. تتميز سبيكة نحاس-بيرليوم بأن لها متانة أعلى من أي سبيكة أخرى للنحاس.

## السمّية
إن البيريليوم ومركباته سامة يمكن أن تسبب ما يعرف باسم مرض البيريليوم المزمن، لذلك فإنه من الضروري اتخاذ إجراءات مناسبة من حيث السلامة والأمان بالتعاطي مع سبائكه.
بما أن التعرض لغبار أو بخار البيريليوم أمر ممكن الحدوث عند إجراء عمليات ميكانيكية لسبيكة نحاس-بيريليوم، فإنه يمكن أن يسبب ذلك أضرار خطيرة للرئة، حيث أن البيريليوم من المسرطنات المعروفة. لذلك فإن سبيكة نحاس-بيريليوم تستبدل أحياناً بسبائك للنحاس أقل خطراً مثل برونز Cu-Ni-Sn.